# Igreja de Santa Maria (Ilhas Malvinas)
A Igreja de Santa Maria está situada em Porto Argentino, nas Ilhas Malvinas. É a única pró-catedral e paróquia da Prefeitura Apostólica das Ilhas Malvinas, uma jurisdição territorial isolada da Igreja Católica diretamente dependente da Santa Sé.
É a única igreja católica nas ilhas. É feita de madeira e foi consagrada em 1899. Na parede oeste tem murais a óleo, ilustrados pelo artista britânico/argentino James Peck, nascido nas ilhas.
Em setembro de 1966, os sequestradores do voo 648 da Aerolíneas Argentinas receberam refúgio na igreja pelo padre Rodolfo Roel (de origem holandesa) enquanto aguardavam a deportação de volta à Argentina para julgamento.
No dia em que morreu o presidente argentino Juan Domingo Perón, em 1 de julho de 1974, foi rezada uma missa nesta igreja, com a presença das autoridades britânicas das ilhas e dos funcionários do Estado argentino que trabalhavam no LADE, YPF e Gas del Estado, incluindo dois argentinos professores que ensinavam a língua espanhola.
Durante a Guerra das Malvinas em 1982, houve um aumento significativo no número de liturgias, com missas sendo celebradas em inglês e espanhol.